# Castello di Paganica
Il castello di Paganica era un castello risalente al XIV secolo, demolito definitivamente nel 1424 dopo la Battaglia di Bazzano.

## Storia
Durante il XIII secolo, varie compagnie di ventura assediavano e depredavano i piccoli villaggi della zona. In particolare, nel 1273, 23 ville del circondario si associarono portando alla formazione di Paganica e, quando il 14 gennaio 1364 la regina Giovanna I d'Angiò autorizzò la costruzione di fortilizi in cui rifugiarsi in caso di pericolo, si decise l'edificazione di una castello con torri e muri di cinta sopra a un colle; nonostante non rimanga traccia documentale del reale perimetro delle mura, nel centro storico alcuni edifici e la toponomastica ne preservano il ricordo (il "torrione", alcune torri d'avvistamento e denominazioni di strade come "via dei Muraglioni" e "via di Sotto" e "via di Sopra", intese come di sotto o di sopra alle mura) che danno una indicazione di massima del perimetro della cinta muraria.

Chiesa di Santa Maria del Presepe, costruita sopra il castello di Paganica (L'Aquila)

Il capitano di ventura Andrea Fortebraccio detto Braccio da Montone, dopo aver conquistato il Castello di Pizzoli e quello di Borbona e averne distrutti altri, l'11 maggio 1423 mise sotto assediò L'Aquila rivendicandone il diritto di Signoria; la resistenza della città lo spinse ad attaccare il castello di Paganica che, grazie alla sua vicinanza, avrebbe costituito un punto di riferimento logistico e strategico, dal quale impedire i rifornimenti per L'Aquila. Dopo una decina di giorni di assedio e di scontri,  per le vittime e la carenza di viveri, alcuni cittadini consigliarono a Gregorio di Norcia, capitano delle milizie del paese, di arrendersi e così Braccio da Montone riuscì a prendere il castello, dal quale fece partire le proprie milizie per assediare L'Aquila. Alla fine, dopo tredici mesi, le milizie aquilane guidate da Antonuccio Camponeschi, rinforzate da una coalizione di 5.000 soldati guidati dal Giacomo Caldora, attaccarono gli assedianti sconfiggendoli nella pianura sita tra Bazzano, Onna e Paganica, nella quale il 2 giugno 1424 Andrea Fortebraccio morì. Le truppe sbandate si rifugiarono dentro le mura di Paganica ma vennero trucidate dai cittadini paganichesi. Il 16 giugno 1424, secondo le cronache dell'epoca, una milizia aquilana guidata da Antonuccio Camponeschi, invase Paganica e rase al suolo le mura e il castello. Con la vittoria della battaglia di Bazzano, ci si liberò di Braccio da Montone ponendo fine anche alle depredazioni di cui erano state vittime le popolazioni del circondario.
Il 4 luglio 1605, in memoria dell'evento, sullo stesso colle fu edificata la Chiesa di S. Maria del Presepe nota anche come "Chiesa del Castello", con le stesse pietre ricavate dai resti della fortezza.